# Amatonormativité
L'amatonormativité est la croyance injonctive en ce qu'il serait préférable et désirable d'être dans une relation exclusive d'amour romantique. Le terme a été forgé par la professeure de philosophie Elizabeth Brake (Université d'État de l'Arizona) pour désigner les constructions sociales et injonctions concernant l'amour romantique.

## Étymologie
Le mot vient du latin amatus (bien-aimé). Brake voulait un terme pour décrire les nombreuses pressions qu'elle a subies pour prioriser le mariage dans sa vie contre son gré. Le terme ne porte pas seulement sur les pressions matrimoniales mais aussi romantiques,.

## Définition et conceptualisation
Dans Minimizing Marriage, Brake définit l'amatonormativité  comme the widespread assumption is that everyone is better off in an exclusive, romantic, long-term coupled relationship, and that everyone is seeking such a relationship (« l'hypothèse répandue que tout le monde serait mieux dans une relation exclusive, romantique et à long terme, et que tout le monde recherche une telle relation. »),,,. Le terme « amatonormativité » est construit de la même manière que l'hétéronormativité mais là où l'hétéronormativité s'appuie sur la norme hétérosexuelle, l'amatonormativité s'appuie sur la norme du couple romantique.
Elizabeth Brake décrit l'amatonormativité comme une pression ou un désir pour la monogamie, l'amour romantique et/ou le mariage. Le désir de développer des relations romantiques, sexuelles, monogames et durant toute une vie a de nombreuses conséquences sociales. Les personnes asexuelles, aromantiques, et/ou polyamoureuses deviennent des étrangetés et doivent s'expliquer. D'après la chercheuse Bella DePaulo, cela stigmatise les personnes célibataires comme « incomplètes » et renforce le trope romantique de rester dans des relations toxiques dans la peur que le ou la partenaire deviendrait célibataire.
Selon Elizabeth Brake, la stigmatisation est institutionnalisée par la législation et la morale réglementant le mariage. Le fait d'aimer les amitiés et les autres relations n'a pas la même protection légale qu'une relation romantique. Cette législation rend illégitime l'amour et le soin trouvés dans les relations qui ne relèvent pas du mariage.